# 希羅·范恩斯·提芬
希羅·博勒加德·福克納·范恩斯·提芬（英語：Hero Beauregard Faulkner  Fiennes Tiffin，/faɪnz/，1997年11月6日—），是一位英國演員、模特及電影製作人。他於2009年電影《哈利波特：混血王子的背叛》中飾演年幼時期的佛地魔（11歲），而飾演佛地魔的演員正是他的舅父雷夫·范恩斯。2019年，他在Netflix的浪漫系列電影《禁忌世代》中擔任主角哈丁·史考特而使他的國際知名度躍升。

## 個人生活
希羅·博勒加德·福克納·范恩斯·提芬在1997年11月6日生於英國倫敦，他的父母分別是電影攝影師喬治·提芬（George Tiffin）與電影導演瑪莎‧范恩斯。希羅的家庭成員還有1995年8月26日生的哥哥泰坦（Titan Fiennes Tiffin），和2001年10月15日生的妹妹摩西（Mercy Fiennes Tiffin）。由於他的父母未曾有過婚姻關係，因此其姓氏不會以連字號把其雙親的姓氏連接在一起（意即Fiennes Tiffin，而非Fiennes-Tiffin）。
希羅曾就讀於倫敦蘭貝斯區的雷伊小學（Reay Primary School）、巴特西的私立伊曼紐爾中學，和圖廳的格雷夫尼中學。

### 范恩斯家族
范恩斯·提芬是特威斯頓-維克漢-范恩斯家族家族的成員；他的姓氏來自其母親瑪莎‧范恩斯的家族——英格蘭貴族特威斯頓-維克漢-范恩斯家族，這是英國少數僅存「三重姓氏」貴族的分支，它由第十六代薩耶與塞勒男爵的後裔所組成，然而現今在日常書寫時通常簡稱為「范恩斯家族」。
范恩斯家族的成員包括多位知名人士，例如瑪莎的祖父與希羅的外曾祖父—鋼鐵業大亨莫里斯·范恩斯，他曾於1965年受封下級勳位爵士，以表揚他對英國工業的貢獻；希羅的外祖父母分別是攝影師馬克·范恩斯和小說家；希羅的舅舅們包括了演員雷夫·范恩斯、約瑟夫·范恩斯，以及音樂製作人馬格努斯·范恩斯，而希羅的阿姨蘇菲·范恩斯跟瑪莎同為電影導演。
根據倫敦《金融時報》對雷夫·范恩斯的專訪，他提到英王查理斯三世是范恩斯家族的遠房親戚，而他跟查理斯三世是相隔八代的堂兄弟（遠親），他們都是蘇格蘭國王詹姆斯二世（1437年—1460年）的後裔。

## 演藝生涯
范恩斯·提芬在成為演員之前，他曾經從事景觀設計和餐飲服務商等相關工作。
范恩斯·提芬首次演出的電影作品是2008年的劇情片《俄國混混在倫敦》，他於當中飾演斯巴達克（Spartak）一角。後來，他參與了2009年電影《哈利波特：混血王子的背叛》的試鏡活動並從數千名試鏡的年輕演員中脫穎而出，獲得了年輕湯姆·瑞斗角色的演出機會。儘管至少有一份出版刊物聲稱他是由於其家庭關係而讓他得到該角色，然而該系列的導演大衛·葉斯說他被選中的原因是因為他有能力從台詞解讀中找到那「黑暗空間」，並且由於他的舅父是飾演佛地魔的雷夫·范恩斯的關係而因此讓他沒有得到這個角色，然而他承認家庭相似之處是個「決定性因素」。葉斯描述希羅是個「非常專注和有紀律的人」，並指他「瞭解這個角色的每個角落、黑暗的情緒和奇怪的靈魂」，以及他本身具備著「精彩的鬧鬼特質，這似乎讓湯姆·瑞斗於銀幕上栩栩如生地呈現在我們面前，這完美地詮釋了湯姆·瑞斗這個角色。」
范恩斯·提芬在2017年英國劇情電視連續劇《我們很安全》飾演一名捲入朋友失蹤案的青少年尤恩·富勒（Ioan Fuller），該劇由犯罪小說作家哈蘭·科本創作，並由米高·C·賀爾、漢娜·雅特頓等人主演。同年，希羅曾參與美國電視連續劇《怪奇物語》以及電影《敦克爾克大行動》的試鏡，但他最終都沒有得到角色。
2019年，范恩斯·提芬演出Netflix浪漫電影《禁忌世代：邂逅》，他飾演主角哈丁·史考特（Hardin Scott），該片改編自安娜·陶德的2014年同名小說，並於2019年4月上映，全球票房收入達6,970萬美元。希羅於2020年宣布回歸演出該系列的續集電影《禁忌世代：衝撞》，該片於同年9月上映，並於該年年底同步拍攝第三、四輯續集電影《禁忌世代：依戀》及《禁忌世代：獨愛》，該兩輯電影分別於2021年及2022年上映，而該系列的第五輯續集預計將在2023年於影院上映。
2020年7月，范恩斯·提芬於驚悚電影《沉默》裡飾演布魯克斯·古斯塔夫森（Brooks Gustafson）。
2021年5月，范恩斯·提芬宣布他將於同年上映的浪漫劇情電影《初戀》中擔任主演。同年10月，他獲宣布加入2022年歷史劇情電影《女戰不敗》的演員陣容當中。
2022年5月，范恩斯·提芬加入到動作驚悚電影《攀登（The Climb）》的演員陣容，這部電影取材於2013年綠色和平組織的抗議活動，劇情講述該活動人士在倫敦非法攀登碎片大廈以抗議北極石油鑽探的事件，該片預計在2023年開拍。
范恩斯·提芬跟模特經紀公司風暴國際簽約，並擔任杜嘉班納、迪奧、H&M及Superdry等知名品牌的模特。2019年11月，他獲意大利品牌菲拉格慕命名為其新款香水的代言人，並擔任其御用模特，他從2020年起成為該品牌的全球香水代言人，並多次出席男裝秀與拍攝服裝和香水廣告。

## 作品

### 電影
| 年份   | 電影                                                              | 角色                                    | 備註       |
| ------ | ----------------------------------------------------------------- | --------------------------------------- | ---------- |
| 2008   | 俄國混混在倫敦                                                    | 斯巴達克（Spartak）                     |            |
| 2009   | 哈利波特：混血王子的背叛                                          | 年輕的佛地魔（11歲）                    |            |
| 2012   | 皮斯弗爾大兵                                                      | 年輕的查理（Charlie）                   |            |
| 2016   | 持有意圖供應 Possession with Intent to Supply                     | 積克（Jack）                            |            |
| 2017   | ERDEM X H&M 花朵的秘密生活 ERDEM X H&M The Secret Life of Flowers | 阿當（Adam）                            | 短片       |
| 2019   | 禁忌世代：邂逅                                                    | 哈丁·史考特（Hardin Scott）             |            |
| 2020   | 沉默                                                              | 布魯克斯·古斯塔夫森（Brooks Gustafson） |            |
| 2020   | 禁忌世代：衝撞                                                    | 哈丁·史考特（Hardin Scott）             |            |
| 2021   | 禁忌世代：依戀                                                    | 哈丁·史考特（Hardin Scott）             | 主演及監製 |
| 2022   | 禁忌世代：獨愛                                                    | 哈丁·史考特（Hardin Scott）             | 主演及監製 |
| 2022   | 桑杜·費雷拉（Santo Ferreira）                                     |                                         |            |
| 2022   | 初戀                                                              | 占·奧布萊特（Jim Albright）             |            |
| 2022   | 最孤獨的男孩                                                      | 殭屍 / 米契（Mitch）                    |            |
| 2023   | 禁忌世代：續愛 After Everything                                   | 哈丁·史考特（Hardin Scott）             |            |
| 2024   | 非紳士特攻隊                                                      | 亨利·海耶斯（Henry Hayes）              |            |
| 待公布 | 攀登 The Climb                                                    | [ 22 ]                                  |            |
| 待公布 | 隨你而來 Come As You Are                                          | 彼得（Peter）                           | [ 29 ]     |

### 劇集
| 年份 | 劇集       | 角色                     | 備註            |
| ---- | ---------- | ------------------------ | --------------- |
| 2018 | 我們很安全 | 尤恩·富勒（Ioan Fuller） | 常設角色（8集） |
| 2018 | 邊隧謎案   | 里奧（Leo）              | 客串（1集）     |
| 2019 | 清潔工     | 傑克（Jake）             | 常設角色（5集） |

### 有聲讀物／播客
| 年份 | 作品                            | 角色                        | 備註                              |
| ---- | ------------------------------- | --------------------------- | --------------------------------- |
| 2019 | 後來                            | 哈丁·史考特（Hardin Scott） | 第98章：打賭（The Bet）           |
| 2020 | 日復一日（Day by Day）          | 森（Sam）                   | 集數：重要的晚上（Big Nights In） |
| 2020 | 夢想鞋匠（Shoemaker of Dreams） | 解說員（Narrator）          | 第13集                            |

### 廣告代言
| 年度     | 品牌     | 類別          | Ref.          |
| -------- | -------- | ------------- | ------------- |
| 2017     | H&M      | 服裝          | [ 30 ]        |
| 2018     | 杜嘉班納 | 服裝          | [ 31 ]        |
| 2019     | 菲拉格慕 | 服裝、香水    | [ 28 ] [ 32 ] |
| 2020     | 菲拉格慕 | 服裝、香水    | [ 28 ] [ 32 ] |
| Superdry | 服裝     | [ 33 ]        |               |
| 迪奧     | 服裝     | [ 34 ] [ 35 ] |               |

## 獎項與提名
| 年度 | 大獎           | 獎項                                        | 提名                                       | 結果 | Ref.   |
| ---- | -------------- | ------------------------------------------- | ------------------------------------------ | ---- | ------ |
| 2019 | 青少年選擇獎   | 最佳戲劇電影男演員 Choice Drama Movie Actor | 《禁忌世代：邂逅》                         | 獲獎 | [ 36 ] |
| 2019 | 伊斯基亞電影節 | 新星 Rising Star                            | 新星 Rising Star                           | 獲獎 | [ 37 ] |
| 2021 | 賈里德獎       | 最受歡迎的年輕男演員 Favourite Young Actor  | 最受歡迎的年輕男演員 Favourite Young Actor | 亞軍 | [ 38 ] |
| 2022 | 賈里德獎       | 最受歡迎的年輕男演員 Favourite Young Actor  | 最受歡迎的年輕男演員 Favourite Young Actor | 獲獎 | [ 39 ] |

## 外部連結
- 希羅·范恩斯·提芬在互联网电影资料库（IMDb）上的資料（英文）
- 希羅·范恩斯·提芬的Instagram帳戶